# Учебно заведение
Доставчик на обучение е термин, с който се обозначават фирми или организации, които предлагат обучение – т.нар. Центрове за обучение. Обученията могат да бъдат за ключови компетенции (езикови, компютърни или друг тип компетенции), за усвояване на професионална компетентност и др. Курсовете, които предлагат различните доставчици на обучение, могат да варират като форма на провеждане на занятията (дневна, вечерна, дистанционна, смесена и пр.), както и по целевата група (например за деца или за възрастни). 

## История на доставчиците на обучение
Под различна форма, в историята на човечеството винаги е имало центрове за обучение. Като такива могат да се разглеждат дори първите училища – в Рим, Древна Гърция, при ацтеките и пр. Това са били организирани събирания, по време на които учителите са предавали знания на учениците (обикновено деца). Обучението не е било контролирано от държавата (виж Формално образование), затова е било възможно обучаемите в две съседни училища да учат напълно различни неща.
Впоследствие, след създаването на мрежа от училища, чиято програма и качество на обучението се следи и контролира от държавата, центровете за обучение променят своята функция. Те вече предлагат „допълнително“ или „продължаващо“ обучение (виж Неформално образование).
През последните десетилетия се наблюдава повишен интерес в световен мащаб към получаването на допълнително образование или квалификация от хора в работоспособна възраст, като причината за това е промяната в пазара на труда и изискванията на работодателите към кандидатите за заемане на конкретна позиция.

## Неформално образование
Неформалното образование е това, което не е регламентирано от закони, правилници, разпоредби – т.е. не се контролира от държавата. То може да се осъществява както в институционализирани учебни заведения, така и извън, независимо от тях. Неформалното образование обхваща всички възрастови групи. При него учебното съдържание, формата и методите на обучение, образователните технологии се определят в диалог между доставчика на обучение и обучаемия.
Ключова характеристика на неформалното образование е неговата доброволност – то не е задължително и обучаемият по своя воля се записва за него. Основната цел на продължаващото образование, като част от неформалното образование, е да се надградят вече получените чрез формалното образование знания. Целта при допълнителното образование се подсказва от наименованието му – да се усвоят допълнителни, различни знания и умения.

## Формално образование
Формално е това образование, което се получава в институционално изградените учебни заведения (училища, колежи, лицеи, университети и пр.). Те са регламентирани от закони, правилници, разпоредби и представляват образователната система в дадена страна. Те обхващат обучението на деца и младежи от 6 – 7 до 20 – 25 години. Учебното съдържание е стриктно определено от учебни планове и учебни програми. Образованието в тях завършва с получаване на свидетелство, сертификат, диплом – официален документ, който осигурява права на лицето, което го е придобило.

## Същност и дейност на доставчиците на обучение
Доставчиците на обучение организират курсове, съобразени с търсенето на пазара. Обучението, предлагано от тях, има характеристиките и на формално, и на неформално образование – доброволно, но в същото време програмите за обучение във всички центрове за обучение трябва да бъдат съгласувани с правилници, изисквания и наредби на МОН и НАПОО. Не всяко юридическо лице (фирма) може да предлага обучение.
Разбира се, има изисквания и към преподавателите. Те трябва да имат образование (средно или висше), съответстващо на провежданото от тях обучение. Когато става дума за професионално обучение, тогава преподавателят трябва да има и професионален стаж.

### Изисквания към доставчиците на обучение
За да могат да организират и провеждат курсове, доставчиците на обучение трябва да имат право да осъществяват обучения за придобиване на професионална квалификация, съгласно „Закон за професионалното образование и обучение“ и да притежават лиценз за съответната професия / специалност, ако предлагат професионално обучение. Трябва да имат подходяща за провеждането на съответния курс материална база – помещения, оборудване и т.н.

### Форми на обучение
Един и същи курс при различните доставчици на обучение може да се провежда в различна форма на обучение.
Според времето и мястото на провеждане на учебните занятия, можем да разграничим следните форми на обучение:
- Редовно (дневна форма на обучение) – провежда се в дневната част на денонощието;
- Вечерно – при него занятията се провеждат след 18ч.;
- Задочно – това е комбинация между самостоятелна подготовка на учащите и присъствено обучение;
- Дистанционно – в най-общ смисъл това е „форма за самостоятелно учене с помощта на обучаващ (наричан инструктор, наставник, тютор, курсов консултант), който поддържа непрекъсната обратна връзка с всеки един от учащите. Обучението изисква специално разработени пакети с учебни материали (традиционните учебници не са подходящи), които включват печатни и електронни носители на информация (аудио и видеозаписи, дискети и дискове).; тук се включва и популярното в последно време онлайн-обучение;
- Екстернатно – това е форма на напълно самостоятелно учене, при която курсистът получава от доставчика на обучение само програма и инструкции, подготвя се самостоятелно и се явява на изпит за получаване на документ;
- Съботно-неделно – обучението се провежда само в почивните дни;
- Сменно – присъщо за вътрешно-фирменото обучение; при него провеждането на занятията се организира в свободното от работни смени време на курсистите;
- Обучение чрез редуване (дуално обучение) – присъщо за професионалното обучение; последователно редуване на периоди на теоретична с периоди на практическа и / или лабораторна подготовка. Специфичното при обучението чрез редуване е, че практическите занятия се провеждат на реални работни места, а на курсистите се заплаща извършената от тях работа.
- Изнесено обучение – обучителният екип провежда обучението „на място“, при обучаемите (така курсистите спестяват пари от пътни, например);

Според броя на участниците в обучението, можем да разграничим следните форми на обучение:
- Индивидуална форма
- Групова форма (workshop) – броят на участниците е между 5 и 15. Формата е подходяща за обучение с цел формиране на умения
- Колективна форма – подходяща при провеждане на обучение на голям брой курсисти с цел теоретична подготовка или предоставяне на информация по определени проблеми.